# Sven Dahlkvist
Sven Anders Peter Dahlkvist (Mockfjärd, 30 maggio 1955) è un allenatore di calcio ed ex calciatore svedese, di ruolo difensore o attaccante.

## Biografia
È il padre della giocatrice Lisa Dahlkvist.

## Carriera
Gran parte della sua carriera si è sviluppata nell'AIK, squadra in cui militava quando vinse il Guldbollen nel 1984. Ha poi chiuso l'attività agonistica nell'Örebro, formazione da lui stesso allenata nel corso degli anni '90.

## Palmarès

### Giocatore

#### Competizioni nazionali
- Coppa di Svezia: 2

AIK: 1975-1976, 1984-1985